# Anaea laticincta
Anaea laticincta är en fjärilsart som beskrevs av Anton Heinrich Fassl 1909. Anaea laticincta ingår i släktet Anaea och familjen praktfjärilar. Inga underarter finns listade i Catalogue of Life.